# سينغهام (فلم هندي)
فيلم سينغهام (بالإنجليزية: Singham)، فيلم هندي من نوع أكشن، أنتجت سنة 2011م، والذي أخرج الفيلم روهيت شيتي ببطولة أجاي ديفچان، وكاجال اراجوال وبريكاش راج، وتدور القصة حول بطل الفيلم وهو الشرطي الخارق يطارد المطلوبين والمجرمين في إحدى مناطق التاميل بالهند.

## وصلات خارجية
- مقالات تستعمل روابط فنية بلا صلة مع ويكي بيانات